# Michael Sell (Musiker)
Michael Sell (* 20. August 1942 in Königstein im Taunus) ist ein deutscher Jazztrompeter und Komponist.

## Leben
Michael Sell studierte zuerst Politikwissenschaft und Chemie. Gemeinsam mit dem Saxophonisten Dieter Scherf, dem Gitarristen Gerhard König und dem Schlagzeuger Wolfgang Schlick spielte er zwischen 1968 und 1972 in der Free Jazz Group Wiesbaden. 1973 gründete er mit Jacek Bednarek (Bass) und Thomas Cremer (Schlagzeug) ein eigenes Trio, das freien Jazz spielte, aber auch mit der Barrelhouse Jazzband und Heinz Sauer an einer frühen Synthese von Hot Jazz und freier Musik mitwirkte und 1974 mit weiteren Trompetern wie Manfred Schoof, Frédéric Rabold und Herbert Joos zum Trumpet Workshop erweitert wurde. 1976 legte er mit Joos, Bernd Konrad, Heiner Wiberny und Adelhard Roidinger das Album „Burning Flowers“ vor. Das Resultat einer Tournee durch das damalige Jugoslawien hielt er in seinem Werk „Jugoslawische Quartette“ fest. Seit Ende der 1970er verfasst er Kompositionen im Grenzbereich zwischen freiem Jazz und Neuer Musik. Diese Werke führte er u. a. mit Bernd Konrad, Theo Jörgensmann, Willem van Manen, Michael Riessler, Friedemann Graef, Manfred Niehaus, Malte Burba, Hannes Zerbe, Buschi Niebergall und Albrecht Riermeier auf. 1988 entstanden die auf den Donaueschinger Musiktagen aufgeführten „Sechs Fürsprüche“ für Soli, Chor und Orchester. Während der 1980er Jahre arbeitete er auch als freier Mitarbeiter beim WDR-Hörfunk. Seit 1992 tritt Sell nur noch als Komponist und Dirigent, aber nicht mehr als Instrumentalist in Erscheinung. Er hat auch Georg Philipp Telemanns Suite B-dur „La Bourse“ zeitgenössisch bearbeitet.
Das Werk Sells ist auf 22 Schallplatten bzw. CDs veröffentlicht.